# Харлан Василь Кузьмич
Василь Кузьмич Харлан (1914 — ?) — український радянський діяч, новатор сільськогосподарського виробництва, старший чабан радгоспу імені Шмідта Очаківського району Миколаївської області. Депутат Верховної Ради УРСР 5-го скликання. Герой Соціалістичної Праці (26.02.1958).

## Біографія
Народився в селянській родині.
З 1940-х років — чабан, старший чабан радгоспу імені Шмідта села Рівне Очаківського району Миколаївської області.

## Нагороди
- Герой Соціалістичної Праці (26.02.1958)
- орден Леніна (26.02.1958)
- медалі